# Мягков, Виктор Алексеевич
Ви́ктор Алексе́евич Мягко́в (2 февраля 1985, Ярославль, СССР) — российский футболист.

## Карьера
Выступал в Премьер-Лиге за ярославский «Шинник» в 2005 и 2006 годах и провел 23 игры. Вызывался в молодежную сборную России, за которую провел одну встречу против сборной Португалии. После ухода из ярославской команды играл за ряд российских коллективов, а также за казахстанский «Акжайык».
Последним клубом был вичугский «Кооператор».
В настоящее время работает тренером центра подготовки юных футболистов ФК «Шинник».